# Giải của Hội phê bình phim New York cho phim hay nhất
Giải của Hội phê bình phim New York cho phim hay nhất (tiếng Anh: New York Film Critics Circle Award for Best Film) là một trong các giải thưởng của Hội phê bình phim New York dành cho các phim được đánh giá là hay nhất/hình ảnh tốt nhất.

## Các phim đoạt giải
| Năm  | Phim                                          | Đạo diễn                |                 |
| 1935 | The Informer                                  | John Ford               |                 |
| 1936 | Mr. Deeds Goes to Town                        | Frank Capra             |                 |
| 1937 | The Life of Emile Zola                        | William Dieterle        |                 |
| 1938 | The Citadel                                   | King Vidor              |                 |
| 1939 | Wuthering Heights                             | William Wyler           |                 |
| 1940 | The Grapes of Wrath                           | John Ford               |                 |
| 1941 | Citizen Kane                                  | Orson Welles            |                 |
| 1942 | In Which We Serve                             | Noël Coward David Lean  |                 |
| 1943 | Watch on the Rhine                            | Herman Shumlin          |                 |
| 1944 | Going My Way                                  | Leo McCarey             |                 |
| 1945 | The Lost Weekend                              | Billy Wilder            |                 |
| 1946 | The Best Years of Our Lives                   | William Wyler           |                 |
| 1947 | Gentleman's Agreement                         | Elia Kazan              |                 |
| 1948 | The Treasure of the Sierra Madre              | John Huston             |                 |
| 1949 | All the King's Men                            | Robert Rossen           |                 |
| 1950 | All About Eve                                 | Joseph L. Mankiewicz    |                 |
| 1951 | A Streetcar Named Desire                      | Elia Kazan              |                 |
| 1952 | High Noon                                     | Fred Zinnemann          |                 |
| 1953 | From Here to Eternity                         | Fred Zinnemann          |                 |
| 1954 | On The Waterfront                             | Elia Kazan              |                 |
| 1955 | Marty                                         | Delbert Mann            |                 |
| 1956 | Around the World in 80 Days                   | Michael Anderson        |                 |
| 1957 | The Bridge on the River Kwai                  | David Lean              |                 |
| 1958 | The Defiant Ones                              | Stanley Kramer          |                 |
| 1959 | Ben-Hur                                       | William Wyler           |                 |
| 1960 | Sons and Lovers                               | Jack Cardiff            |                 |
| 1961 | West Side Story                               | Robert Wise             |                 |
| 1962 | Không phát giải                               | Không phát giải         | Không phát giải |
| 1963 | Tom Jones                                     | Tony Richardson         |                 |
| 1964 | My Fair Lady                                  | George Cukor            |                 |
| 1965 | Darling                                       | John Schlesinger        |                 |
| 1966 | A Man for All Seasons                         | Fred Zinnemann          |                 |
| 1967 | In the Heat of the Night                      | Norman Jewison          |                 |
| 1968 | The Lion in Winter                            | Anthony Harvey          |                 |
| 1969 | Z (phim)                                      | Constantin Costa-Gavras |                 |
| 1970 | Five Easy Pieces                              | Bob Rafelson            |                 |
| 1971 | A Clockwork Orange                            | Stanley Kubrick         |                 |
| 1972 | Cries and Whispers                            | Ingmar Bergman          |                 |
| 1973 | La nuit Américaine                            | François Truffaut       |                 |
| 1974 | Amarcord                                      | Federico Fellini        |                 |
| 1975 | Nashville                                     | Robert Altman           |                 |
| 1976 | All the President's Men                       | Alan J. Pakula          |                 |
| 1977 | Annie Hall                                    | Woody Allen             |                 |
| 1978 | The Deer Hunter                               | Michael Cimino          |                 |
| 1979 | Kramer vs. Kramer                             | Robert Benton           |                 |
| 1980 | Ordinary People                               | Robert Redford          |                 |
| 1981 | Reds                                          | Warren Beatty           |                 |
| 1982 | Gandhi                                        | Richard Attenborough    |                 |
| 1983 | Terms of Endearment                           | James L. Brooks         |                 |
| 1984 | A Passage to India                            | David Lean              |                 |
| 1985 | Prizzi's Honor                                | John Huston             |                 |
| 1986 | Hannah and Her Sisters                        | Woody Allen             |                 |
| 1987 | Broadcast News                                | James L. Brooks         |                 |
| 1988 | The Accidental Tourist                        | Lawrence Kasdan         |                 |
| 1989 | My Left Foot                                  | Jim Sheridan            |                 |
| 1990 | Goodfellas                                    | Martin Scorsese         |                 |
| 1991 | The Silence of the Lambs                      | Jonathan Demme          |                 |
| 1992 | The Player                                    | Robert Altman           |                 |
| 1993 | Schindler’s List                              | Steven Spielberg        |                 |
| 1994 | Quiz Show                                     | Robert Redford          |                 |
| 1995 | Leaving Las Vegas                             | Mike Figgis             |                 |
| 1996 | Fargo                                         | Joel Coen               |                 |
| 1997 | L.A. Confidential                             | Curtis Hanson           |                 |
| 1998 | Saving Private Ryan                           | Steven Spielberg        |                 |
| 1999 | Topsy-Turvy                                   | Mike Leigh              |                 |
| 2000 | Traffic                                       | Steven Soderbergh       |                 |
| 2001 | Mulholland Drive                              | David Lynch             |                 |
| 2002 | Far from Heaven                               | Todd Haynes             |                 |
| 2003 | The Lord of the Rings: The Return of the King | Peter Jackson           |                 |
| 2004 | Sideways                                      | Alexander Payne         |                 |
| 2005 | Brokeback Mountain                            | Ang Lee                 |                 |
| 2006 | United 93                                     | Paul Greengrass         |                 |
| 2007 | No Country for Old Men                        | Ethan und Joel Coen     |                 |
| 2008 | Milk                                          | Gus Van Sant            |                 |